# Kazushi Ōno
Pour les articles homonymes, voir Ono.
Kazushi Ōno (en japonais, 大野 和士; Ōno Kazushi), né le 4 mars 1960 à Tokyo, est un chef d'orchestre japonais.

## Biographie

### Jeunesse et formation
Kazushi Ōno naît le 4 mars 1960 à Tokyo.
Il étudie à l'Université nationale de Tokyo et reçoit les conseils en 1983 de Leonard Bernstein à Tanglewood. Par la suite, il travaille avec Wolfgang Sawallisch et Giuseppe Patanè à Munich grâce à une bourse du ministère japonais de la Culture.
En 1987, il remporte en Italie le 1er prix du Concours international Arturo Toscanini. Il commence alors sa carrière en prenant la tête de l'Orchestre philharmonique de Zagreb, qu'il dirige de 1988 à 1996.

### Carrière
De 1992 à 1999, Kazushi Ōno dirige l’Orchestre philharmonique de Tokyo, dont il est « chef d’orchestre lauréat ». En parallèle, de 1996 à 2002, il exerce la fonction de directeur musical du Badisches Staatstheater de Karlsruhe.
En 2002, il est nommé directeur musical de La Monnaie à Bruxelles, où il fait ses débuts avec Luci mie traditrici de Salvatore Sciarrino et dirige l’orchestre dans Elektra et La Femme sans ombre de Richard Strauss, Don Giovanni de Mozart, Peter Grimes de Britten, Tristan et Isolde, Tannhäuser et Le Vaisseau fantôme de Richard Wagner, Boris Godounov de Moussorgski, Aida et Falstaff de Verdi, Samson et Dalila de Saint-Saëns, L'Ange de feu de Prokofiev, The Rake’s Progress de Stravinsky, Werther de Massenet et Euryanthe de Weber. 
Il assure la direction musicale de La Force du destin de Verdi sur la scène de La Monnaie. Il a par ailleurs dirigé les créations mondiales de Ballata (Francesconi), Hanjo (Hosokawa) et Julie (Boesmans) ainsi qu’un grand nombre de concerts. De plus, il a été invité à diriger l’Orchestre de la Monnaie (Julie et Hanjo) et le Mahler Chamber Orchestra (The Turn of the Screw) au Festival d’Aix-en-Provence, ainsi que l’Orchestre philharmonique de Radio France (Die Bassariden, Henze) au Théâtre du Châtelet à Paris. Il a assuré la direction musicale de Tannhäuser au Deutsche Oper de Berlin, de Lady Macbeth de Mzensk (Chostakovitch) et de Macbeth (Verdi) à la Scala. Il fait ensuite ses débuts au Metropolitan Opera de New York (Aida) et à l’Opéra national de Paris (Cardillac, Hindemith). Il est sollicité par les orchestres les plus réputés. Ses prestations à la tête de l’Orchestre du Gewandhaus de Leipzig et aux BBC Proms ont d’ailleurs été très remarquées. Sa discographie avec l’Orchestre symphonique de la Monnaie inclut des œuvres de Mahler (2e Symphonie), Prokofiev (les cinq Concertos pour piano) avec Abdel Rahman El Bacha, Boesmans (Julie), Rihm (Cuts and Disolves et Canzona per sonare), Benjamin (Olicantus) et Turnage (Études and Elegies). Il dirige également Hänsel und Gretel (Humperdinck) au Glyndebourne Festival Opera et Le Roi Roger (Szymanowski) à l’Opéra national de Paris.
Il quitte ses fonctions à Bruxelles en 2008. À partir de la saison 2008-2009, Kazushi Ōno dirige l'orchestre de l'Opéra national de Lyon.
En 2015, il devient directeur musical de l'Orchestre symphonique de Barcelone et national de Catalogne ainsi que de l'Orchestre métropolitain de Tokyo,,. Il quitte en 2017 l'Opéra de Lyon, puis en 2022 Barcelone, où il est remplacé par Ludovic Morlot.
Depuis 2018, il est directeur artistique du Nouveau théâtre national de Tokyo.
En 2021, il est nommé directeur musical à compter de 2022 du Brussels Philharmonic, où il succède à Stéphane Denève.

## Créations
À la baguette, Kazushi Ōno est le créateur d'œuvres de Philippe Boesmans (Julie, opéra, 2005), Ivan Fedele (Coram, 1996), Luca Francesconi (Ballata, opéra, 2002), Toshio Hosokawa (Hanjo, opéra, 2002), Matthias Pintscher (Pourquoi l'azur muet..., 2008) et Kaija Saariaho (Émilie, opéra, 2010), notamment.

## Distinctions
En 2015, il reçoit le prix Asahi.